# Zapier
Zapier es una empresa que ofrece integraciones para aplicaciones web para su uso en flujos de trabajo automatizados.

## Descripción general
Zapier ofrece flujos de trabajo que permiten el uso de diferentes aplicaciones web en el mismo proceso. Sus productos se centran en automatizar tareas recurrentes, como la gestión de prospectos. Los usuarios pueden establecer "reglas" que configuran el flujo de datos entre diferentes herramientas y servicios.

## Historia
Zapier fue fundada en Columbia, Misuri, por Wade Foster, Bryan Helmig y Mike Knoop en 2012. El año siguiente, fueron aceptados en el acelerador de startups Y Combinator y se trasladaron temporalmente a Mountain View, California. En octubre de 2012, Zapier recibió una ronda de financiación inicial de 1.3 millones de dólares liderada por Bessemer Venture Partners.

## Usos y aplicaciones
Zapier permite a los usuarios conectar aplicaciones de terceros para automatizar flujos de trabajo, facilitando la gestión eficiente de tareas sin necesidad de intervención manual. Esta herramienta de automatización es capaz de integrar más de 4,000 aplicaciones web, abriendo un abanico de posibilidades para la automatización de procesos en diferentes áreas de negocio, desde el marketing digital hasta la gestión de proyectos y atención al cliente.
Entre las aplicaciones más destacadas se encuentran la automatización de publicaciones en redes sociales, la sincronización de eventos en calendarios, la gestión de correos electrónicos y listas de suscriptores, y la integración de sistemas de gestión de relaciones con clientes (CRM) con otras plataformas de ventas y marketing. Zapier facilita la creación de "Zaps", flujos de trabajo que conectan aplicaciones para realizar acciones específicas basadas en disparadores y condiciones predefinidas, permitiendo a los negocios optimizar su tiempo y recursos al reducir la necesidad de tareas repetitivas y manuales.